# Olympische Jugend-Sommerspiele 2014/Teilnehmer (Island)
| Gelbes Symbol für Goldmedaillen mit stilisierten Olympischen Ringen | Graues Symbol für Silbermedaillen mit stilisierten Olympischen Ringen | Braundes Symbol für Bronzemedaillen mit stilisierten Olympischen Ringen |
| ------------------------------------------------------------------- | --------------------------------------------------------------------- | ----------------------------------------------------------------------- |
| —                                                                   | —                                                                     | 1                                                                       |

Die Jugend-Olympiamannschaft von Island für die II. Olympischen Jugend-Sommerspiele vom 16. bis 28. August 2014 in Nanjing (Volksrepublik China) bestand aus 22 Athleten. Neben zwei Schwimmern stellte sie zudem noch eine 20-köpfige Fußballmannschaft, die mit Aron Adalsteinsson auch den Fahnenträger bei der Eröffnungsfeier stellte und im Turnier der Jungen die Bronzemedaille gewann.

## Athleten nach Sportarten

### Fußball
Jungen
- Bronze 
Aron Adalsteinsson
Atli Hrafn Andrason
Sigurbergur Bjarnason
Solvi Bjornsson
Kolbeinn Finnsson
Helgi Guðjónsson
Torfi Gunnarsson
Alex Þór Hauksson
Jonatan Jonsson
Kristófer Kristinsson
Gísli Þorgeir Kristjánsson
Isak Kristjansson
Karl Magnusson
Hilmar McShane
Kristinn Petursson
Aron Stefansson
Oliver Thorlacius
Gudmundur Tryggvason

### Schwimmen
| Mädchen - Sunneva Dögg Robertson | Jungen - Kristinn Þórarinsson |